# カトラーベイ
カトラーベイ（Cutler Bay）は、アメリカ合衆国フロリダ州のマイアミ・デイド郡にある町。
人口は4万5425人（2020年）。マイアミの南30キロメートルに位置している。
標高が低いため水害に対し虚弱性がある。1992年にはハリケーン・アンドリューにより壊滅的被害を受けた地域である。復興計画では海岸寄りの低地の新規建築が事実上禁止され、内陸部の「Ridge」と呼ばれる微高地が開発の中心となった。2005年に法人化して以降、町の人口は増加傾向にある。